# Изследване на психичното състояние
Изследването на психичното състояние (психичния статус) е важна част от процеса на клинична оценка в неврологичната и психиатричната практика. Това е структуриран начин за наблюдение и описание на психологическото функциониране на пациента към даден момент. То включва следните категории: описанието на външния вид, отношението към изследващия, поведение, настроение и афект, реч, мислене, възприятно-представна сфера, познавателна способност, съзнание за болест.  Има някои малки вариации в последователността, наименованията и подразделенията на изследваните сфери в рамките на изследването на психичния статус.
Целта на изследването на психичния статус е да се получи „напречен срез“ на психичното състояние на пациента към момента на психиатричното интервю. Тази информация в комбинация с биографичната такава и анамнезата на пациента, позволява на клинициста да постави точна диагноза и формулировка на случая, които са необходими за планиране на лечението.
Данните се събират чрез: наблюдение по време на интервюто, структурирани и неструктурирани въпроси, целенасочени въпроси за текущите симптоми, стандартизирани психологически тестове и други. 
Изследването на психичния статус не трябва да се бърка с Mini-Mental State Examination (MMSE), който е кратък невропсихологичен скринингов тест за деменция.

## Теоретични основи
Изследването на психичния статус произлиза от подход в психиатрията, известен като описателна психопатология или феноменология , който се базира на работата на Карл Ясперс, философ и психиатър.  Според Ясперс единственият начин да разберем преживяванията на пациента е чрез неговото/нейното собствено описание (чрез емпатично, а не теоретично проучване). Този подход трябва да е особена форма на интерпретация или психоанализа като се приема, че анализаторът може да разбере преживяванията или процесите, които за пациентът остават незабелязани, например защитни механизми или несъзнателни нагони.
На практика, изследването на психичното състояние е смесица от емпатична описателна феноменология и емпирично клинично наблюдение. Смята се, че терминът феноменология е загубил първоначалното си значение в клиничната психиатрия: настоящата му употреба като набор от предполагаемо обективно описание на психиатричен пациент е несъвместима с първичната идея, засягаща разбирането на субективните преживявания на пациента. 

## Приложение
Изследването на психичен статус е основно умение на специалистите по психично здраве. То е ключова част от първоначалната психиатрична оценка в амбулаторията или в болнични условия. В своята същност изследването на психичния статус е систематично събиране на информация, въз основа на наблюдение на поведението на пациента в рамките психиатричното интервюто. Целта на изследването е да се съберат доказателства за симптоми и признаци и така да се валидизира наличието на психично разстройство, както и да се прецени дали пациентът е опасен за себе си и/или околните. Освен това, информацията за критичността на пациента към заболяването му, преценката и капацитета на пациента за абстрактно-логическо мислене подпомага решението кой от възможните лечебни подходи да се избере и коя е най-подходяща терапевтична обстановка.  Изследването се осъществява чрез неформално интервю, като се използва комбинация от отворени и затворени въпроси, допълнени от структурирани тестове за оценка на когнитивните функции.  Изследването на психичния статус може също да се счита за част от цялостния физикален преглед, извършван от лекари. То би могло да се проведе в съкратен вариант при извънредни ситуации.  Информацията, получена от изследването на психичния статус се използва съвместно с биографичните данни и социалната анамнеза от психиатричната история на пациента за поставяне на диагноза и за съставяне на план за лечение.

## Сфери

### Външен вид
Клиницистите оценяват физическите аспекти на пациента като външен вид, включително видима възраст, ръст, тегло и начин на обличане, хигиена. Цветните или странни дрехи могат да насочат диагностичното мислене към мания, докато запуснатата хигиена е по-характерна при шизофрения или депресия. Ако пациентът изглежда много по-стар от неговата календарна възраст, това може да насочи към нелекувани хронични телесни заболявания и липса на грижа към собственото здраве. Облекло и аксесоари, характерни за определена субкултура, татуировки и пиърсинги, или дрехи, нетипични за биологичния пол на пациента, могат да издадат лична информация или да дадат данни за личността на пациента. Алкохолизмът или злоупотреба с наркотици често имат характерно физическо отражение и могат да бъдат доловени от клинициста като например: признаци на недохранване, никотинови петна, зъбна ерозия, обрив около устата при злоупотреба с инхалатори или следи от игла от интравенозна употреба на наркотици. Наблюдението включва и наличието на силна телесна миризма, която подсказва за лоша лична хигиена или алкохолен дъх при алкохолно опиянение.  Значително отслабване може да насочи към депресивно разстройство, физическо заболяване, анорексия нервоза или хронична тревожност. 

### Отношение към изследващия
Отношението, известно още като сътрудничество, най-общо се отнася до поведението и съдействието на пациента по време на интервюто . 

### Поведение
Тук се отбелезват както девиации в поведението, така и двигателни нарушени . Събират се както по-общи данни за нивото на активност и будност на пациента, така и по-специфични – дали осъществява и поддържа очен контакт, особености на походката. Абнормни движения, например хореиформни, атетоидни или хореоатетоидни движения насочват към неврологично разстройство. Тремор или дистония могат да са вследствие от неврологично състояние или да са страничните ефекти на антипсихотичните лекарства. Пациентът може да има тикове (неволеви движения или вокализации), които могат да бъдат признак за синдром на Турет. Съществуват редица отклонения в двигателната активност, които са характерни за кататония като: ехопраксия, каталепсия, восъчна гъвкавост и паратония ). Стереотипиите (повтарящи се безцелни движения като люлеене или удряне с глава) или маниеризмите (повтарящи се жестове със социално значение или преувеличена походка) могат да бъдат характеристика на хронична шизофрения или аутизъм.
Могат да се отбележат и по-общи поведенчески отклонения като психомоторна възбуда или повишаване на активността – хиперактивност, които могат да насочат към мания или делир. Акатизията е неспособност човек да се задържи на едно място, страничен ефект от антипсихотичните лекарства. Подобно, общото намаляване на будността и движенията (акинезия или ступор) може да насочва към депресия или неврологични заболявания като болестта на Паркинсон, деменция или делир. Изследващият също така трябва да коментира движенията на очите (постоянното отместване на погледа към една страна може да е признак, че пациентът изпитва халюцинации) и качеството на очния контакт (което от своя страна дава някаква информация за емоционалното състояние на пациента). Липсата на очен контакт може да насочи към депресия или аутизъм. 

### Настроение и афект
Разграничаването между настроение и афект при изследването на психичния статус е обект на несъгласие. Например, Trzepacz и Baker (1993) описват афекта като „външните и динамични прояви на вътрешното емоционално състояние на човека“, а настроението като „преобладаващото вътрешно състояние на човек“. От друга страна, Sims (1995)  дефинира афекта като „диференцирани специфични чувства“, а настроението като „по-продължително състояние или предразположение“. Тази статия възприема определенията на Trzepacz и Baker (1993), като настроението се разглежда като настоящото субективно състояние, описано от пациента, а афектът – заключението на изследващия за емоционалното състояние на пациента, основано на обективно наблюдение .
Настроението се описва със собствените думи на пациента и може да се опише и в резюме като безразлично, еутимно, дисфорично, еуфорично, гневно, тревожно или апатично. Алекситимията е състояние, при което даден индивид не може да опише своето собствено настроение. Индивид, който не е в състояние да изпита някакво удоволствие, може да страда от анхедония.
[[Файл:SelbstPortrait_VG2.jpg|мини| Автопортрет на Винсент ван Гог от 1889 г. представя настроението на художника в периода, предхождащ самоубийството му.
Афектът се описва чрез видимата емоция, предадена от невербалното поведение на човека (тревожно, тъжно и т.н.), а също и чрез използване на параметрите като уместност, интензивност, обхват, реактивност и т.н. Афектът може да бъде описан като подходящ или неподходящ за настоящата ситуация и като конгруентен или не, що се отнася до мисловното съдържание. Например, някой, който изглежда спокоен и дори безизразен, докато споделя много притеснително преживяване, би бил определен като пациент с несъответстващ афект. Това е характерно при шизофрения. Интензивността на афекта може да се опише като нормална, притъпен афект, преувеличен, плосък, повишен или прекалено драматичен. Плосък или притъпен афект е характерен при психични заболявания като шизофрения, депресия или посттравматично стресово разстройство; Засиленият афект е характерен за манията, а прекалено драматичният или преувеличен афект може да насочи към определени личностни разстройства. Подвижността на афекта се отнася до степента, в която афектът се променя по време на интервюто: така той може да бъде описан като фиксиран, неподвижен, подвижен, ограничен или лабилен. Пациентът може да прояви пълен набор от афекти по време на изследването или може да остане с непроменена емоционална експресия и да бъде описан в психичния статус, че притежава ограничен/тесен афект. Афектът може също да бъде описан като реактивен, т.е. променя се гъвкаво и подходящо в потока на разговора или като нереактивен. Пълната липса на притеснение от собствената дисфункция може да се опише като la belle indifférence , характерна при конверзионно разстройство (което в по-старите текстове се нарича „хистерия“. 

### Реч
Речта на пациента се оценява чрез наблюдение на спонтанната му реч, а също и чрез използване на структурирани тестове за оценка на специфични езикови функции. Тази рубрика е свързана с производството на реч, а не за съдържанието на речта (виж по-долу). Итервюиращият се интересува от паралингвистичните характеристики на речта като силата, ритъма, просодията, интонацията, височината, фонацията, артикулацията, количеството, скоростта, спонтанността и латентността на речта. Структурираните тестове включват оценка на експресивната реч, като се изисква от пациента да назове предмети, да повтори кратки изречения или да произведе колкото се може повече думи от определена категория за определено време. Прости езикови тестове са част от неврокогнитивен скринингов тест mini-mental state examination. На практика структурираната оценка на рецептивна и експресивна реч често се включва под рубриката „когниция“ или „познавателни способности“ (виж по-долу). 
Оценката на речта е важна при разпознаването на състояния, които се манифестират с афония или дизартрия, неврологични състояния като инсулт или деменция, чиято клинична картина може да включва афазия, както и специфични езикови нарушения като заекване, тахифемия или мутизъм. Хората с разстройства от аутистичния спектър могат да имат разнообразни нарушения на речта. Ехолалия (повторение на думите на друг човек) и палилалия (повторение на собствените думи) могат да се срещат при пациенти с аутизъм, шизофрения или болест на Алцхаймер. Болен с шизофрения може да използва неологизми (новосъздадени думи, които имат специфично значение за лицето, което ги използва.) Оценката на речта също допринася за оценка на настроението, например хората с мания или тревожност могат да бъдат шумни, да имат забързан темп на речта, и да говорят под речев напор; от друга страна пациентите с депресия обикновено имат удължен латентен период при отговор, говорят бавно, тихо и колебливо. 

### Мисловен процес
[[Файл:Adolf_Wölfli_General_view_of_the_island_Neveranger,_1911.jpg|мини| Картините на външния художник Адолф Вьолфи могат да се разглеждат като визуално представяне на разстройство на формата на мисълта.
Мисловният процес се изследва чрез преценката на количество, темп (скоростта на потока) и форма (или логическата съгласуваност) на мисълта. Мисловният процес може да бъде изследван само индиректно чрез интерпретация на поведението и речта на пациента. Формата на мисълта се включва в тази категория. Нарушенията на мисловния процес се наричат общо „разстройства в структурата (формата) на мисленето“ Примери: шперунг, халтавост на асоциациите, тангенциално мислене, дерайлиране на мисълта и други. Мисълта може да бъде описана като обстоятелствена, когато пациентът споделя прекалено много излишни детайли и се отклонява от централната идея, но остава все пак в рамките на засегнатата тема. По отношение на скоростта на мисълта, някои хора могат да изпитат летеж на идеи (симптом, характерен за манията), когато мислите протичат със забързан темп и създават усещане за разкъсаност на мисълта. При внимателно проследяване може да се различи верига от римуващи се асоциации в речта на пациента, игра на думи, алитерация и т.н. Обратното, пациент може да има забавен темп на мисловния процес, инхибирано мислене, при което мислите протичат бавно и се характеризират с бедни асоциации. Бедността на мисълта е глобално намаляване на количеството на мислите и един от негативните симптоми на шизофренията. Тя може да бъде наблюдавана и при тежка депресия или деменция. Пациент с деменция също може да изпитва персеверации, когато той продължава постоянно да се връща към ограничен набор от идеи. Обстоятелствено мислене може да се наблюдава при тревожни разстройства или някои видове разстройства на личността.